# Orrit
L'antic poble d'Orrit, actualment despoblat, pertany a l'antic terme de Sapeira, agregat el 1970 al terme municipal de Tremp. En abandonar-se el poble vell es formà el raval del Pont d'Orrit, més avall, ran de carretera i del riu, davant mateix d'Areny de Noguera.
Orrit havia estat un dels ajuntaments formats el 1812 a ran de l'aplicació de la Constitució de Cadis, tot i que la minsa població que tingué sempre feu que el febrer del 1847 fos agregat a l'ajuntament de Sapeira, seguint les directrius de les noves lleis promulgades aquells anys. A més, ja en els anys anteriors al 1847 es veu ambigua, la situació administrativa d'Orrit: apareix en les llistes de pobles amb alcalde, però en altres documents se'l defineix com un agregat de Sapeira.
El poble vell és aturonat a prop de la Noguera Ribagorçana, dominant la seva riba esquerra just a l'entrada del congost d'Escales. La seva importància estratègica feu que en època tardoromana formés el pagus d'Orrit, amb centre en el castell, situat a ponent del poble.
L'antiga església parroquial de sant Pere, romànica, és de les poques edificacions que queden del poble vell. Abandonada, s'ha construït modernament una església nova, també advocada a sant Pere, al Pont d'Orrit, prop del riu i de la carretera.

## Etimologia
Tal com afirma Joan Coromines, Orrit és un dels topònims d'origen basc més clars de tot el Pirineu català. Procedeix de la paraula basca urruti, amb el significat de llunyà, que encara existeix en basc actual.
Amb la forma Horrid apareix l'any 1100 a l'acta de donació del comte Pere a Santa Maria de Mur.

## Història
Orrit es formà ja en època tardoromana i goda; en aquella època fou un dels castells coneguts com a nec plus ultra (és a dir, no més enllà: tenia, doncs, un marcat caràcter fronterer. El pagus format a l'entorn del castell és ja esmentat el 826. Aquest pagus comprenia tot el terme actual de Sapeira i part dels d'Espluga de Serra i Sopeira, incloent-hi el monestir d'Alaó, de gran importància a la Ribagorça durant l'edat mitjana. Orrit tingué una cel·la monàstica depenent d'Alaó a Sant Climent de la Vall d'Orrit.
Una prova de la importància d'aquest pagus d'Orrit és el lloc anomenat Ministeriolo, que cal situar a prop d'Orrit. Sembla que hi havia hagut un mausoleu, potser romà. Una altra prova d'aquesta importància és l'església de Sant Genís d'Oliberà, documentada en el cartoral d'Alaó, però sense que se'n sàpiga avui dia l'emplaçament exacte.
Entrà a formar part del Comtat de Pallars Jussà al segle xi, i el 1291 era incorporat a la corona. Més tard, encara, formà part de les possessions de la Baronia d'Erill al segle xvii; s'hi mantingué fins al 1831, any d'extinció dels senyorius.
El 1831 consten a Orrit 29 habitants, i en el Diccionario geográfico... de Pascual Madoz hi situa, el 1845, 3 veïns (caps de família) i 42 ànimes (habitants). Vers el 1900 a la Geografia... dirigida per Francesc Carreras Candi, hi esmenten 30 edificis, amb 22 habitants; l'abandonament del poble ja estava en un estat prou avançat...
El ja esmentat Madoz diu d'Orrit que és en el vessant meridional d'un turó on hi ha les ruïnes d'un castell o torre, arrecerat dels vents del nord i de clima fred. Hi situa 12 cases separades les unes de les altres, però a no gaire distància, a més de 3 altres masos més allunyats: Tarros, Jaumet i Soliveta. El terreny del seu terme és muntanyós, aspre i pedregós, amb 28 jornals de regadiu i 160 de terres de conreu. No té bosc, però sí molt de matoll per obtenir-ne llenya. S'hi produïa blat, vi de mala qualitat i oli; hi havia ovelles per a llana, i 9 parells de bous per a llaurar.